# Mycetia mindanaensis
Mycetia mindanaensis är en måreväxtart som först beskrevs av Adolph Daniel Edward Elmer, och fick sitt nu gällande namn av Rafaël Herman Anna Govaerts. Mycetia mindanaensis ingår i släktet Mycetia och familjen måreväxter. Inga underarter finns listade i Catalogue of Life.